# Comair Flight 5191
Comair Flight 191 (OH191), också känd som Delta Flight 5191 (DL5191), var flightnumret på ett flygplan som havererade i en skog utanför Lexington, Kentucky klockan 06.07 lokal tid den 27 augusti 2006. Planet startade från Blue Grass Airport (KLEX) i Lexington och havererade strax därefter i en närliggande skog, ungefär två kilometer utanför Lexington. Av de 50 personer som var ombord omkom 49.

## Planet
Planet, en tvåmotorig Bombardier Canadair CRJ-200ER (Canadair CL-600-2B19), tillhörde Comair, ett helägt dotterbolag till Delta Airlines. Flygplanet var relativt nytt och levererades i januari 2001.  Dess civila registrering var N431CA (c/n 7472).

## Haveriet

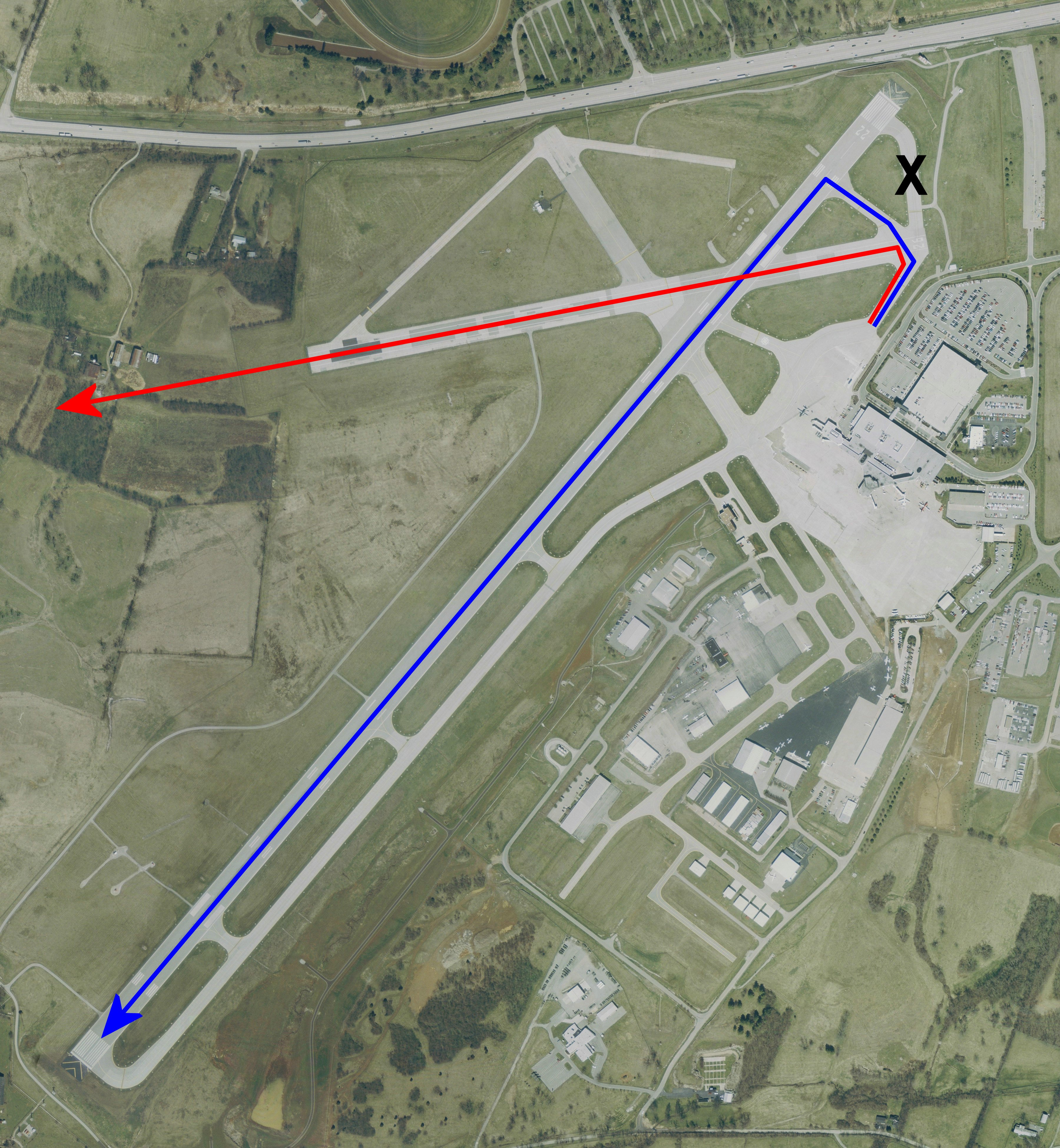
Rullbanorna på Blue Grass Airport. X markerar den stängda taxibanan. Röd pil slutar vid nedslagsplatsen.

Planet startade från Blue Grass Airport (KLEX) i Lexington och var på väg mot Atlanta i Georgia. Det var planerat att landa på Hartsfield-Jackson Atlanta International Airport (KATL) klockan 07.18 lokal tid.
Piloterna svängde vänster från taxibana A in på den 1 067 meter långa bana 26, i stället för att korsa och fortsätta på taxibana A7 till den 2 135 meter långa bana 22 som planet fått starttillstånd för. En liknande incident inträffade för tretton år sedan, men den gången uppmärksammade tornet att flygplanet ställde upp på fel bana. Enligt den amerikanska haverikommissionen NTSB vägde planet 18 591 kg vid start, vilket skulle krävt en startsträcka på 1 079 meter. Piloterna noterade att banan inte var upplyst trots att det var före gryningen.
Planet lämnade hjulspår i gräset vid banans slut och kom upp i luften efter att ha slagit i en jordvall. Därefter träffade planet ett stängsel och en träddunge innan det till slut kolliderade med marken.

## Omkomna och överlevande
Vid haveriet fanns 50 personer ombord, varav 47 passagerare. 49 personer omkom, troligtvis av branden som orsakades vid haveriet. Bland de omkomna fanns tre kanadensiska medborgare och två japanska medborgare.
Den enda överlevande är andrepiloten James M. Polehinke, som fördes till universitetssjukhuset vid University of Kentucky. Hans tillstånd var kritisk.

## Följder
Två dagar efter haveriet tillkännagav den amerikanska flygsäkerhetsmyndigheten FAA att flygledaren vid Lexington arbetat ensam. FAA:s föreskrifter kräver att myndigheten delegerar radarövervakningen vid flygplatsen till FAA:s center i Indianapolis när endast en flygledare är i tjänst. Efter olyckan har FAA förstärkt bemanningen vid flygledningen på Blue Grass Airport och på flygplatser i Duluth i Minnesota och Savannah i Georgia. Flygledaren uppgav för NTSB:s utredare att han arbetat mellan 06.30 och 14.30 under lördagen och sedan börjat söndagens skift 23.30 med 08.00 som schemalagd sluttid och att han endast sovit två timmar mellan skiften.
Den 1 september stämdes Comair av anhöriga till en kvinna som omkommit vid haveriet.